# ジョエル・ダグラス
ジョエル・アンドリュー・ダグラス（Joel Andrew Douglas, 1947年1月23日 - ）は、アメリカ合衆国の映画プロデューサーである。

## 家族とキャリア
父は俳優のカーク・ダグラス（1916-2020年）、母は女優のダイアナ・ダグラス（1923-2015年）であり、母の24歳の誕生日の翌日に生まれた。父方の祖父母はベラルーシ（当時はロシア帝国下）のホメリからのユダヤ系移民であった。母のダイアナはデヴォンシャー・パリッシュ出身であった。ダグラスの母方の祖父のトーマス・メルヴィル・ディル中佐はバミューダの司法長官とバミューダ民兵砲の指揮官を務めていた。
ジョエルは両親や兄のマイケルとは異なり裏方仕事に回り、1970年代と80年代を通して映画プロデューサーとして活動した。
彼はダグラス家の関与するプロジェクトに関わっており、『ナイルの宝石』と『ロマンシング・ストーン 秘宝の谷』でで共同プロデューサーを務めた。またアカデミー賞作品賞受賞作『カッコーの巣の上で』ではユニットプロダクションマネージャーを務めた。父カーク、兄マイケル、甥のキャメロンの3共演となった2003年の映画『グロムバーグ家の人々』ではアソシエイトプロデューサーを務めた。
ジョエルは4度の結婚歴がある。最初の妻であるスーザン・ヨルゲンセンとは1968年に結婚した。1975年にジュディス・コルソ、1986年にパトリシア・リード＝ダグラスと結婚した。2004年2月2日にはジョー・アン・サヴィットと結婚し、2013年11月21日に彼女が亡くなるまで連れ添った。サヴィットはバンドリーダーのジャン・サヴィットの娘であり、彼の妻のバーバラ・アン・スティルウェル・サヴィットはスティーヴ・ブロディと再婚して息子のケヴィン・ブロディをもうけた。したがってジョエルはジャンとは義理の親子、ケヴィンとは義兄弟の関係にある。

## フィルモグラフィ
| 年   | 作品                                                 | クレジット                                             | 備考 |
| ---- | ---------------------------------------------------- | ------------------------------------------------------ | ---- |
| 1975 | カッコーの巣の上で One Flew Over the Cuckoo's Nest   | ユニットプロダクションマネージャー                     |      |
| 1981 | コブラパニック・呪われた牙 Jaws of Satan             | アソシエイトプロデューサー・プロダクションマネージャー |      |
| 1984 | ロマンシング・ストーン 秘宝の谷 Romancing the Stone  | 共同プロデューサー                                     |      |
| 1985 | コカイン・ブルース Torchlight                        | プロデューサー                                         |      |
| 1985 | ナイルの宝石 The Jewel of the Nile                   | 共同プロデューサー                                     |      |
| 1990 | チャーリー・シーン/アルプスを越えて Courage Mountain | エグゼクティブプロデューサー                           |      |
| 2003 | グロムバーグ家の人々 It Runs in the Family           | アソシエイトプロデューサー                             |      |